# Microregione di Esperança
Esperança è una microregione dello Stato di Paraíba in Brasile, appartenente alla mesoregione di Agreste Paraibano.

## Comuni
Comprende 4 comuni:
- Areial
- Esperança
- Montadas
- São Sebastião de Lagoa de Roça